# آدنوسیل‌کبالامین
آدنوسیل‌کبالامین (انگلیسی: Adenosylcobalamin)(AdoCbl) که با نام های کوآنزیم بی۱۲، کوبامامید و دی‌بنکوزید نیز شناخته می شود، به همراه متیل‌کبالامین(MeCbl) یکی از گونه های فعال ویتامین ب۱۲ محسوب می شود.